# تالبینگو، نیو ساوت ولز
تالبینگو (به انگلیسی: Talbingo) یک شهرک در استرالیا است که در نیو ساوت ولز واقع شده‌است.